# Bienvenue à Wrexham
Bienvenue à Wrexham (Welcome to Wrexham) est une série télévisée documentaire sportif américaine diffusée pour la première fois le 24 août 2022 sur FX et sur la plateforme de streaming Hulu. La série relate les événements du club de football gallois Wrexham AFC, racontés par les propriétaires du club, Ryan Reynolds et Rob McElhenney.
Dans les pays francophone, la série est accessible sur la plateforme Disney+.

## Synopsis
En 2020, Rob McElhenney et Ryan Reynolds sont devenus propriétaires du club de foot de Wrexham, une ville ouvrière de Galles du Nord, dans l’espoir de le débarrasser de son statut d’outsider. Le problème, c’est que les deux acteurs n’avaient aucune expérience du foot et n’avaient jamais travaillé ensemble. Ils prenaient cependant l’affaire très au sérieux et comptaient bien améliorer les affaires du club et la vie des habitants de Wrexham.

## Distribution

### Acteurs principaux
- Rob McElhenney : président du club football Wrexham AFC
- Ryan Reynolds : président du club football Wrexham AFC

## Production

### Développement
Le 18 mai 2021, la chaîne américaine FX annonce la commande de deux saisons d'une série documentaire sportif sur le club de football gallois Wrexham AFC. Les deux acteurs, Rob McElhenney et Ryan Reynolds devenus les propriétaires du club, raconteront l'histoire du club. Il est annoncé que la série sera produite par McElhenney, Reynolds, Nick Frenkel, John Henion et Andrew Fried, Dane Lillegard, Jordan Wynn et Sarina Roma.
La première saison est diffusée depuis le 24 août 2022 sur FX et le lendemain sur Disney+ à l'international. La deuxième saison est diffusée le 12 septembre 2023 sur FX.
Le 15 novembre 2023, la série est renouvelée pour une troisième saison.
Le 15 mai 2024, la série est renouvelée pour une quatrième saison. Le 10 avril 2025, FX annonce que la quatrième saison sera diffusée à partir du 15 mai 2025.
Le 28 avril 2025, la série est renouvelée pour une cinquième saison.

## Épisodes

### Première saison (2022)
La première saison est composée de 18 épisodes, diffusés du 24 août 2022 jusqu'au 12 octobre 2022 sur FX.
1. Le rêve (Dream)
2. La réalité (Reality)
3. La reconstruction (Rebuilding)
4. Le premier match à domicile (Home Opener)
5. Sans peur et sans reproche (Fearless)
6. Hamilton ! (Hamilton !)
7. Le vaste pays de Galles  (Wide World of Wales)
8. En déplacement (Away We Go)
9. Bienvenue chez nous (Welcome Home)
10. Hooligans (Hooligans)
11. Dégagez le boulet (Sack the Gaffer)
12. Victoires et défaites (Wins and Losses)
13. Coups durs (Bad Breaks" / "Worst Team in the League)
14. Distraction hollywoodienne (A Hollywood Distraction)
15. À couteaux tirés (Daggers)
16. Bonjour Wembley (Hello Wembley)
17. Wrexhamitié (Wromance)
18. Réussir ou mourir (Do or Die)

### Deuxième saison (2023)
La deuxième saison est composée de 15 épisodes, diffusés du 12 septembre 2023 jusqu'au 14 novembre 2023 sur FX.
1. Bon retour à Wrexham (Welcome Back to Wrexham)
2. La zone silencieuse (The Quiet Zone)
3. À deux Notts du but (Nott Yet)
4. Les vacances de Shaun (Shaun's Vacation)
5. Les premiers des perdants (First Losers)
6. Les footeux (Ballers)
7. Les tueurs de géants (Giant Killers)
8. Le labeur quotidien (The Grind)
9. Le triangle gardieneux (Glove Triangle)
10. Gresford (Gresford)
11. Yn Codi (Yn Codi)
12. La main du destin (Hand of Foz)
13. Une affaire de famille (Family Business)
14. Dans le pire des cas (Worst Case Scenario)
15. Promo ou démo ? (Up the Town ?)

### Troisième saison (2024)
La troisième saison est composée de 8 épisodes, diffusés du 2 mai 2024 jusqu'au 13 juin 2024 sur FX.
1. Bienvenus dans la EFL (Welcome to the EFL)
2. Des buts (Goals)
3. Encore Notts ! (Notts Again)
4. Une entreprise risquée (Risky Business)
5. Auxiliaire (Temporary)
6. Si loin, si proche (Far Away, So Close)
7. Des soucis (Proper Trouble)
8. Jusqu'à la dernière minute (Down to the Wire)

### Quatrième saison (2025)
La quatrième saison est composée de 8 épisodes, diffusés du 15 mai 2025 jusqu'au 26 juin 2025 sur FX.
1. Quitte ou double ? (All In?)
2. De grandes espérances (High Hopes)
3. Disney FC (Disney FC)
4. Bâti pour durer (Built to Last)
5. Tout est possible (Anything's Possible)
6. à venir (Red Dragons)
7. à venir (Life or Death)
8. à venir (Do a Wrexham)